# Zupa z kołka od kiełbasy
Zupa z kołka od kiełbasy (duń. „Suppe paa en Pølsepind”, współ. duń. „Suppe på en pølsepind”) – baśń literacka autorstwa Hansa Christiana Andersena, wydana po raz pierwszy w Kopenhadze w marcu 1858 roku.

## Publikacja
Andersenowska baśń literacka Zupa z kołka od kiełbasy została po raz pierwszy opublikowana 2 marca 1858 roku w Kopenhadze przez wydawnictwo C.A. Reitzel w antologii Nowe baśnie i opowieści. Pierwsza seria. Pierwsza kolekcja. 1858 (duń. Nye Eventyr og Historier. Første Række. Første Samling. 1858). W katalogu dzieł Andersena autorstwa B.F. Nielsena baśń opatrzona jest numerem 768. Utwór został wznowiony za życia pisarza dwukrotnie: w 1867 i 1870 roku.
Tomik Nowe baśnie i opowieści z 1858 roku dedykowany został przez Andersena Fredrichowi Antonowi Serre i jego żonie Frederike z d. Hammersdörfer, w których majątku Maxen pod Dreznem pisarz bywał w latach 1844–1869.
W baśni pojawia się szereg nawiązań do folkloru i podań skandynawskich oraz kultury starożytnej:
- alfy różne od elfów, są niewielkimi istotami zwykle ze skrzydełkami. W poezji romantycznej najczęściej sprzyjają ludziom. Andersen uczynił alfy bohaterami innych swoich baśni: Elf różany, Wzgórze elfów, Córka króla moczarów[3].
- w opisanym zwyczaju strojenia gaika połączony został szwedzki obchód znany z nocy świętojańskiej oraz duńskie strojenie słupa z okazji nadejścia wiosny w dniu 1 maja.
- driada, nimfa leśna, zamieszkująca konkretne drzewo; driady występowały w mitologii greckiej.
- Fantazus, grecko-rzymskie bóstwo marzeń, opisane w Metamorfozach Owidiusza.
- duńskie wierzenie w możliwość stania się niewidzialnym po wzięciu do ust kawałka pozbawionego kory patyka.

## Polskie przekłady
Baśń została przetłumaczona na język polski:
- 1900 – Rosół z kołka: Maria Glotz (tłum.): Nowe powieści czarodziejskie Andersena. T. 1. Warszawa. Brak numerów stron w książce
- 1931 – Zupa z patyka od kiełbasy: Stefania Beylin (tłum.): Baśnie. Warszawa. Brak numerów stron w książce (w wydaniu z 1956 Zupa z kołka od kiełbasy)
- 2006 – Zupa z kołka od kiełbasy: Bogusława Sochańska (tłum.): Baśnie i opowieści. Tom II 1852–1862. Poznań. s. 149–159. ISBN 978-83-7278-194-9. (z oryginału duńskiego)

## Fabuła
Streszczenia dokonano na podstawie wersji duńskiej.

### I
Stara mysz opowiada drugiej o znakomitej uczcie z prostym, ale smacznym jedzeniem, w rodzinnej atmosferze. Podczas uczty pojawia się pomysł, aby ta młoda mysz, która ugotuje najsmaczniejszą zupę z patyczka od kiełbasy, została królową. Wszystkie młode myszy chcą zostać królową, ale boją się wyruszyć w świat, by nauczyć się gotować taką zupę. Tylko cztery młode, ubogie myszy wyruszają w podróż, każda w inną stronę świata, zabierając patyczek jako symbol celu. Po roku wracają tylko trzy, a król zwołuje zebranie wszystkich myszy, by wysłuchać podróżniczek i wyłonić zwyciężczynię.

### II. Opowiadanie pierwszej myszy
Młoda mysz wyrusza w podróż statkiem na północ, szukając wiedzy i doświadczeń. Na statku jedzenie jest dobre, ale nie zdobywa żadnych cennych umiejętności. Po dopłynięciu do celu opuszcza statek i trafia do północnego lasu. Zachwyca się dziką przyrodą, ale zapachy są dla niej zbyt intensywne. Dołącza do miejscowych myszy leśnych i polnych, które nie znają się na kuchni. Opowiada im o potrzebie ugotowania zupy z patyka od kiełbasy, co wydaje się im niemożliwe.
Podczas nocy świętojańskiej obserwuje tańce przy wysokim maszcie majowym. Woli jednak pozostać w mchu, trzymając swój patyczek do kiełbasy. Nagle pojawiają się maleńkie skrzydlate istoty, to alfy ubrane w kwiaty. Zachwycają się patykiem myszy i proszą, by mogły go pożyczyć. Stawiają patyk pośrodku mchu i przemieniają go w bajecznie ozdobiony maszt. Pająki oplatają go złotą nicią, ozdabiają barwami motylich skrzydeł. Rozpoczyna się alfia uczta z muzyką przypominającą dźwięk tysięcy dzwoneczków. Mysz wzrusza się pięknem tej nocy i płacze z radości.
O świcie wszystko znika, a alfy oddają myszce patyk i pytają, jakie ma życzenie. Prosi o przepis na zupę z patyka od kiełbasy, chce wrócić z czymś konkretnym. Alf moczy palec w fiołku i zaczarowuje patyk, który potem zakwita przy sercu króla myszy. W końcu mysz dyryguje przed innymi zaczarowanym patykiem jak batutą. Kuchnia ożywa, wszystko bulgocze, istna potęga dźwięków i zapachów. Ale zupy z tego nie było.

### III. Opowiadanie drugiej myszy
Mysz opowiada, że urodziła się w bibliotece pałacowej i nigdy nie była w jadalni ani spiżarni. Mówi, że często głoduje, ale dużo wie. Słyszy o nagrodzie za ugotowanie zupy na patyku od kiełbasy. Jej babcia cytuje manuskrypt, w którym jest mowa o tym, że poeta potrafi ugotować zupę na patyku. Mysza babcia stwierdza, że aby zostać poetą, trzeba mieć rozum, fantazję i uczucie.
Mysz wyrusza w świat w poszukiwaniu tych trzech rzeczy. Najpierw udaje się do mrowiska, by zdobyć rozum. Obserwuje życie mrówek, ich pracowitość i ścisłą organizację. Mrówcza królowa twierdzi, że rozum jest najważniejszy i przypisuje go sobie. Mysz zjada królową, by posiąść rozum.
Idzie do wielkiego dębu, gdzie mieszka leśna nimfa driada. Driada boi się myszy, ale potem się przekonuje i obiecuje pomoc. Opowiada myszce o swoim przyjacielu Fantazjuszu, który często ją odwiedza. Mówi, że postara się zdobyć dla niej pióro Fantazjusza, symbol fantazji. Fantazjusz przybywa, driada wyrywa mu pióro. Mysz je zjada, mimo że jest trudne do strawienia.
Wraca do biblioteki, by zdobyć uczucie poprzez „pochłonięcie” wzruszających powieści. Zjada książki i zaczyna odczuwać emocje. Uznaje się za poetę, bo zdobyła rozum, fantazję i uczucie, choć cierpi fizycznie. Twierdzi, że teraz potrafi opowiadać historie związane z patykami. I to ma być jej zdaniem zupa.

### IV. Opowiadanie czwartej myszy
Mała mysz udaje się do dużego miasta i trafia na aresztowanego więźnia, który wzbudza jej zainteresowanie. Wchodzi do jego celi przez dziurę i zaprzyjaźnia się z nim, bo traktuje ją ciepło i dzieli się jedzeniem. Mysz zapomina o celu swojej podróży, zostaje z więźniem, ale pewnego dnia on znika i nie wraca.
Mysz idzie do dozorcy więzienia, który ją łapie i zamyka w kołowrotku, gdzie musi bez sensu biegać. Wnuczka dozorcy uwalnia mysz z klatki, a ta ucieka na dach, czując się wreszcie wolna. Nocą znajduje schronienie w wieży z sową i strażnikiem, ale ufa tylko sowie, mimo początkowych obaw. Sowa okazuje się mądra i uprzejma, obiecuje myszce opiekę i mówi, że będzie ją chronić przed zimą. Sowa tłumaczy jej, że „zupa na patyku od kiełbasy” to tylko ludzkie powiedzenie, które nic nie znaczy. Mysz rozumie, że prawda jest ważniejsza niż pustosłowie i postanawia wrócić do domu z tym przesłaniem. Jednak inna mysz zarzuca jej kłamstwo i twierdzi, że potrafi naprawdę ugotować „zupę z kołka od kiełbasy”.

### V. Zupa
Czwarta mysz mówi, że nigdzie nie podróżowała, bo wszystko, co ważne, można osiągnąć w swoim kraju. Twierdzi, że zdobyła wiedzę dzięki samodzielnemu myśleniu, a nie przez kontakty z nadprzyrodzonymi istotami. Prosi, by zagotować wodę i wrzucić do niej patyczek, a król myszy ma zamieszać wrzącą zupę własnym ogonem. Mówi, że tylko ogon króla ma moc, by nadać zupie smak i siłę.
Król próbuje to zrobić, ale odskakuje, oparzywszy się gorącą parą. Ogłasza mysz królową i mówi, że zupę zostawią na złote gody, aby biedni mogli mieć powód do radości. Myszki po weselu krytykują historię, każda opowiadałaby ją inaczej, ale opowieść rozchodzi się po świecie i mimo różnych opinii pozostaje w obecnej formie.

## Adaptacje filmowe
- 2005, Pan Andersen opowiada, duńsko-brytyjsko-niemiecki serial animowany (odcinek 13 – Suppe på en pølsepind)[4].

## Galeria

Ilustracje baśni Zupa z kołka od kiełbasy
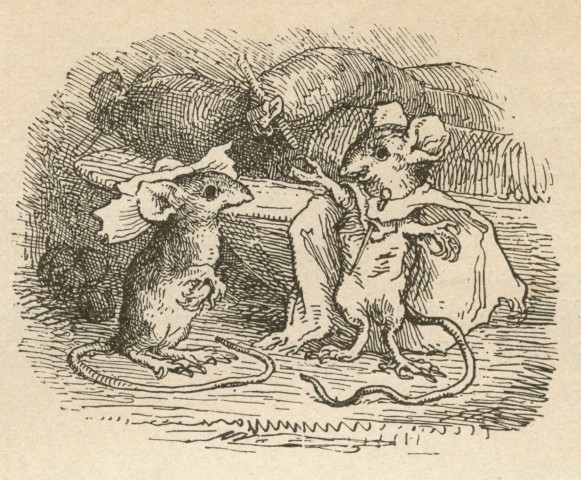
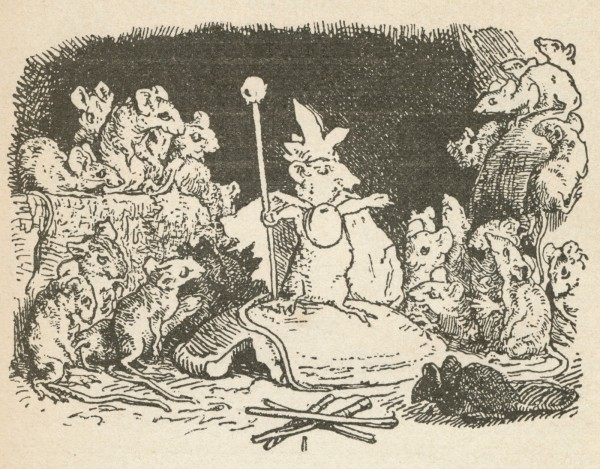
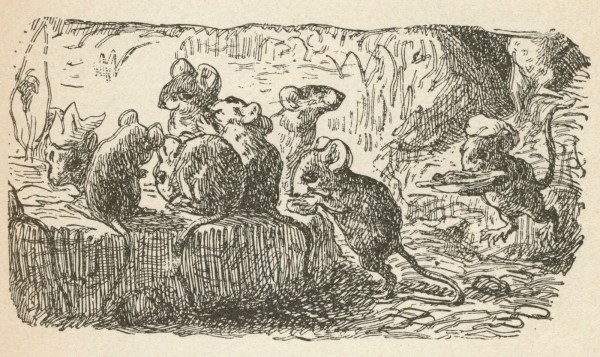
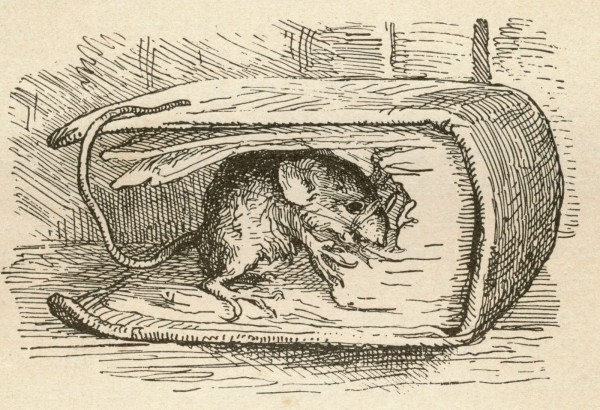
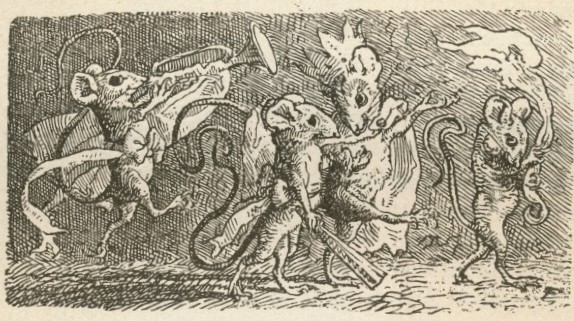